# This Is the One
 (août 2016).
Albums de Utada
Exodus
(2004) Utada the Best
(2010)
Albums par Hikaru Utada
Heart Station
(2008) Single Collection Vol.2
(2010)
Singles
This Is the One est le deuxième album d'Utada (sous ce nom), sorti en 2009.

## Présentation
L'album, produit et enregistré aux États-Unis, est (co)écrit (en anglais), composé et interprété par Hikaru Utada sous son seul nom "Utada" qu'elle utilise pour ses sorties sur le label américain Island Records d'Island Def Jam (elle sort en parallèle des disques au Japon sous son nom complet pour un label concurrent) ; bien que ce ne soit que son deuxième album sous ce nom là, elle avait cependant déjà sorti un album en anglais aux États-Unis en 1998 sous le pseudonyme "Cubic U" (Precious), suivi de cinq albums au Japon sous son nom complet avec un succès retentissant.
C'est le dernier album studio que sortira la chanteuse en tant que "Utada". En effet, après la sortie en 2010 d'une dernière compilation (Utada the Best) pour son label international Universal Music Group (qui distribue les disques d'Island), l'artiste signera cette année-là un contrat d'exclusivité avec son label japonais EMI Music Japan, qui sortira désormais tous ses disques sous son seul nom complet.

## Sortie
L'album sort d'abord au Japon le 14 mars 2009 sur le label Universal Music Japan, cinq ans après le premier album d'"Utada", Exodus, mais seulement un an après le précédent album japonais d'Hikaru Utada, Heart Station. Il y atteint la 3e place du classement des ventes de l'Oricon, et la première place du classement des ventes d'albums étrangers. Il se vend à 77 832 exemplaires la première semaine, et reste classé pendant 25 semaines, se vendant à plus de 240 000 exemplaires au Japon. 
L'album sort ensuite à l'étranger, sur le label Universal Music Group : le 24 mars 2009, il sort en Corée du Sud, à Hong Kong et à Taiwan, et est également mis à disposition au format digital en téléchargement aux États-Unis et au Canada. Il sort également en Thaïlande le 2 avril. Il sort finalement au format physique en CD le 12 mai aux États-Unis sur le label Island Records, s'y classant 69e du US Billboard 200 et 6e du US Billboard Heatseekers, puis le 23 juin au Canada. Contrairement à l'album précédent d'"Utada", Exodus, il n'est cette fois pas distribué en Europe, Océanie et Amérique latine.

## Contenu
L'album contient dix chansons, dont Come Back To Me sortie en "single digital" en téléchargement un mois avant l'album. Six d'entre elles ont été coécrites et coproduites par le duo de producteurs Stargate (M.S. Eriksen et T.E. Hermansen), et les quatre autres par Christopher "Tricky" Stewart. L'une d'elles, Dirty Desire, sortira également en "single digital" en fin d'année pour promouvoir la tournée internationale de l'artiste, Utada: In The Flesh 2010. Une autre, Merry Christmas Mr. Lawrence - FYI, contient un sample du titre Merry Christmas Mr. Lawrence composé par Ryuichi Sakamoto en 1983 pour le film Furyo. La chanson Automatic Part II est présentée comme une suite de la chanson du single Automatic / Time Will Tell sorti dix ans auparavant. L'ordre des chansons diffère sur l'édition japonaise de l'album (physique comme digitale) : la dernière chanson (On and On) y est placée au début, tandis que les deux premières (Come Back to Me et Me Muero) y sont placées à la fin.
La version physique (CD) japonaise de l'album contient deux pistes supplémentaires en bonus (deux versions remixées de la chanson Come Back to Me), tandis que la version physique américaine en contient trois : Simple and Clean (version anglaise de la chanson Hikari de 2002, déjà parue au Japon en "face B" du single Colors en 2003), Sanctuary (Opening) (version anglaise de la chanson Passion ~opening version~ du single Passion de 2005), et Sanctuary (Closing) (alias Sanctuary (Ending), version anglaise de Passion ~after the battle~ du même single). Ces deux derniers titres sortiront en "single digital" au Japon quatre mois après l'album, en juillet.

## Liste des titres
| Édition internationale, hors Japon | Édition internationale, hors Japon | Édition internationale, hors Japon     | Édition internationale, hors Japon | Édition internationale, hors Japon | Édition internationale, hors Japon | Édition internationale, hors Japon | Édition internationale, hors Japon | Édition internationale, hors Japon | Édition internationale, hors Japon |
| No                                 | Titre                              | Paroles & musique                      | Durée                              |                                    |                                    |                                    |                                    |                                    |                                    |
| ---------------------------------- | ---------------------------------- | -------------------------------------- | ---------------------------------- | ---------------------------------- | ---------------------------------- | ---------------------------------- | ---------------------------------- | ---------------------------------- | ---------------------------------- |
| 1.                                 | Come Back To Me                    | Utada, Eriksen, Hermansen              | 3:58                               |                                    |                                    |                                    |                                    |                                    |                                    |
| 2.                                 | Me Muero                           | Utada, Eriksen, Hermansen              | 3:26                               |                                    |                                    |                                    |                                    |                                    |                                    |
| 3.                                 | Merry Christmas Mr. Lawrence - FYI | Utada, Eriksen, Hermansen, R. Sakamoto | 3:50                               |                                    |                                    |                                    |                                    |                                    |                                    |
| 4.                                 | Apple and Cinnamon                 | Utada, Eriksen, Hermansen              | 4:39                               |                                    |                                    |                                    |                                    |                                    |                                    |
| 5.                                 | Taking My Money Back               | Utada, Christopher Stewart             | 3:13                               |                                    |                                    |                                    |                                    |                                    |                                    |
| 6.                                 | This One (Crying Like a Child)     | Utada, Eriksen, Hermansen              | 4:31                               |                                    |                                    |                                    |                                    |                                    |                                    |
| 7.                                 | Automatic Part II                  | Utada, Christopher Stewart             | 3:01                               |                                    |                                    |                                    |                                    |                                    |                                    |
| 8.                                 | Dirty Desire                       | Utada, Christopher Stewart             | 3:52                               |                                    |                                    |                                    |                                    |                                    |                                    |
| 9.                                 | Poppin'                            | Utada, Eriksen, Hermansen              | 3:32                               |                                    |                                    |                                    |                                    |                                    |                                    |
| 10.                                | On and On                          | Utada, S. Hall, Christopher Stewart    | 3:18                               |                                    |                                    |                                    |                                    |                                    |                                    |
| 37:09                              |                                    |                                        |                                    |                                    |                                    |                                    |                                    |                                    |                                    |

| 11. | Simple and Clean (Version anglaise de Hikari ; du single japonais Colors) | Utada | 5:03 |
| 12. | Sanctuary (Opening) (Version anglaise de Passion ~opening version~)       | Utada | 4:25 |
| 13. | Sanctuary (Closing) (Version anglaise de Passion ~after the battle~)      | Utada | 5:58 |

| Édition japonaise | Édition japonaise                                                                   | Édition japonaise                      | Édition japonaise | Édition japonaise | Édition japonaise | Édition japonaise | Édition japonaise | Édition japonaise | Édition japonaise |
| No                | Titre                                                                               | Paroles & musique                      | Durée             |                   |                   |                   |                   |                   |                   |
| ----------------- | ----------------------------------------------------------------------------------- | -------------------------------------- | ----------------- | ----------------- | ----------------- | ----------------- | ----------------- | ----------------- | ----------------- |
| 1.                | On and On (オン・アンド・オン)                                                      | Utada, S. Hall, Christopher Stewart    | 3:18              |                   |                   |                   |                   |                   |                   |
| 2.                | Merry Christmas Mr. Lawrence - FYI (メリークリスマス・ミスター・ローレンス - FYI)   | Utada, Eriksen, Hermansen, R. Sakamoto | 3:50              |                   |                   |                   |                   |                   |                   |
| 3.                | Apple and Cinnamon (アップル・アンド・シナモン)                                     | Utada, Eriksen, Hermansen              | 4:39              |                   |                   |                   |                   |                   |                   |
| 4.                | Taking My Money Back (テイキング・マイ・マネー・バック)                             | Utada, Christopher Stewart             | 3:13              |                   |                   |                   |                   |                   |                   |
| 5.                | This One (Crying Like a Child) (ディス・ワン（クライング・ライク・ア・チャイルド）) | Utada, Eriksen, Hermansen              | 4:31              |                   |                   |                   |                   |                   |                   |
| 6.                | Automatic Part II (オートマティック・パート II)                                     | Utada, Christopher Stewart             | 3:01              |                   |                   |                   |                   |                   |                   |
| 7.                | Dirty Desire (ダーティー・デザイア)                                                 | Utada, Christopher Stewart             | 3:52              |                   |                   |                   |                   |                   |                   |
| 8.                | Poppin' (ポッピン)                                                                  | Utada, Eriksen, Hermansen              | 3:32              |                   |                   |                   |                   |                   |                   |
| 9.                | Come Back To Me (カム・バック・トゥ・ミー)                                          | Utada, Eriksen, Hermansen              | 3:58              |                   |                   |                   |                   |                   |                   |
| 10.               | Me Muero (メ・ムエロ)                                                               | Utada, Eriksen, Hermansen              | 3:26              |                   |                   |                   |                   |                   |                   |
| 11.               | Come Back To Me (Seamus Haji & Paul Emanuel Radio Edit) (Bonus CD)                  | Utada, Eriksen, Hermansen              | 4:04              |                   |                   |                   |                   |                   |                   |
| 12.               | Come Back To Me (Quentin Harris Radio Edit) (Bonus CD)                              | Utada, Eriksen, Hermansen              | 4:23              |                   |                   |                   |                   |                   |                   |
| 45:51             |                                                                                     |                                        |                   |                   |                   |                   |                   |                   |                   |